# (14820) Aizuyaichi
(14820) Aizuyaichi (1982 VF4) – planetoida z pasa głównego asteroid okrążająca Słońce w ciągu 3,18 lat w średniej odległości 2,16 j.a. Odkryta 14 listopada 1982 roku.